# Frans Josefs fjord
Frans Josefs fjord är en fjord i Grönland (Kungariket Danmark). Den ligger i den östra delen av Grönland, 1 500 km nordost om huvudstaden Nuuk.